# 瀬戸田バスストップ
瀬戸田バスストップ（せとだバスストップ）は、広島県尾道市瀬戸田町御寺の西瀬戸自動車道（しまなみ海道）上にあるバス停。
バス事業者は瀬戸田バスストップ（せとだバスストップ）という呼称を使用している。これは、当バスストップの今治寄りの尾道市瀬戸田町荻にある瀬戸田パーキングエリアにもバスストップが併設されており、それと区別するためである。
2006年（平成18年）12月12日に緊急進入路が併設された。

## 停車する路線

### 都市間高速バス
| のりば | 愛称               | 運行会社                                                       | 行先                   | 備考                                   |
| ------ | ------------------ | -------------------------------------------------------------- | ---------------------- | -------------------------------------- |
| 上り線 | しまなみライナー   | 広交観光・瀬戸内運輸・瀬戸内しまなみリーディング               | 広島駅新幹線口・広島BC |                                        |
| 上り線 | しまなみライナー   | 中国バス・鞆鉄道・瀬戸内運輸・瀬戸内しまなみリーディング       | 福山駅                 | 今治発着便（赤坂バイパス経由）         |
| 上り線 | キララエクスプレス | 中国バス・本四バス開発・瀬戸内しまなみリーディング・伊予鉄バス | 福山駅                 | 松山発着便（山陽道経由）               |
| 上り線 | いしづちライナー   | 瀬戸内運輸・阪神バス                                           | 大阪梅田・神戸三宮     | しまなみ海道経由便。下り便は降車のみ。 |
| 下り線 | しまなみライナー   | 広交観光・瀬戸内運輸・瀬戸内しまなみリーディング               | 今治駅・今治桟橋       | 広島発着便                             |
| 下り線 | しまなみライナー   | 中国バス・鞆鉄道・瀬戸内運輸・瀬戸内しまなみリーディング       | 今治駅・今治桟橋       | 福山発着便                             |
| 下り線 | キララエクスプレス | 中国バス・本四バス開発・瀬戸内しまなみリーディング・伊予鉄バス | 松山駅・松山市駅       |                                        |

## 隣
E76 西瀬戸自動車道
(BS)重井BS - (5)因島南IC - （(6)生口島北IC） - (BS)瀬戸田BS - （(7)生口島南IC） - (PA)瀬戸田PA/瀬戸田PABS - (8)大三島IC/BS

## バス停へのアクセス
- 本四バス開発瀬戸田島内線 瀬戸田BSバス停（広島県道372号林御寺線）
  - 島内バスのバス停と一体整備されアクセスは抜群である。但し島内バスは本数僅少で、11〜15時の間に3便が乗り入れるのみである(2014年3月現在)。